# Parti communiste révolutionnaire trotskiste
Le Parti communiste révolutionnaire trotskiste (PCRT) est un parti d'extrême gauche créé en 1962 à l'initiative de militants trotskistes français issus d'un groupe scissionnaire du Parti communiste internationaliste (PCI) des années 1950 et favorables aux thèses développées par l'Argentin J. Posadas, secrétaire général du Bureau latino-américain (BLA) de la Quatrième internationale,. Il a pour revue Lutte communiste. Important dans les années 1960-1970, le PCRT a aujourd’hui disparu.

## Courant posadiste
Le PCRT a constitué la section française de la Quatrième internationale posadiste constituée cette même année 1962. Les posadistes, qui avaient jusqu'alors suivi la majorité du secrétariat de la Quatrième internationale derrière la tendance « pabliste » représentée par le Grec Michel Raptis (dit « Pablo »), n'adhéraient plus à la conception pabliste des « fronts secondaires » et de la priorité donnée aux luttes et guerres de décolonisation. Ils préconisaient, avec Juan Posadas et le Bureau latino-américain, de mobiliser les forces et les moyens de la Quatrième internationale sur les luttes révolutionnaires en germe en Amérique latine, sur le modèle de la révolution qui venait de réussir à Cuba.
Les prises de positions originales mais souvent très déroutantes de J. Posadas, en particulier sur la guerre atomique et sur les extraterrestres, ont largement contribué à affaiblir ce courant. Selon Posadas, une guerre atomique était inévitable à brève échéance et serait l'occasion rêvée pour les forces de la révolution mondiale de l'emporter et d'établir le communisme. Toujours selon J. Posadas, l'apparition de signes de vie extraterrestre était liée à l'existence du socialisme sur une autre planète. La révolution sur Terre serait planifiée par les extraterrestres grâce à leur expérience du communisme.

## Importance relative
Le PCRT est toujours demeuré un mouvement très minoritaire au sein du courant trotskiste français. Très actif à la fin des années 1960, durant Mai 68 et dans la première moitié des années 1970, il ne semble pas avoir, à son apogée dépassé le millier de militants actifs pour 3000 à 4 000 sympathisants.

## Activités
Contrairement à d'autres groupes trotskystes, le PCRT ne fut pas dissout par le gouvernement de de Gaulle après les évènements de mai-juin 1968.
Le PCRT publia à partir d'août 1962 un périodique intitulé Lutte communiste et dirigé par Nicole Picquard,. À l'instar des revues des groupes trotskystes homologues à l'étranger, Lutte communiste avait pour contenu principal les écrits et les discours de Juan Posadas. Elle aurait continué à paraître jusqu'en 1978.
Le PCRT a définitivement renoncé à présenter des candidats aux élections après les législatives de juin 1981.